# Split-rail fence

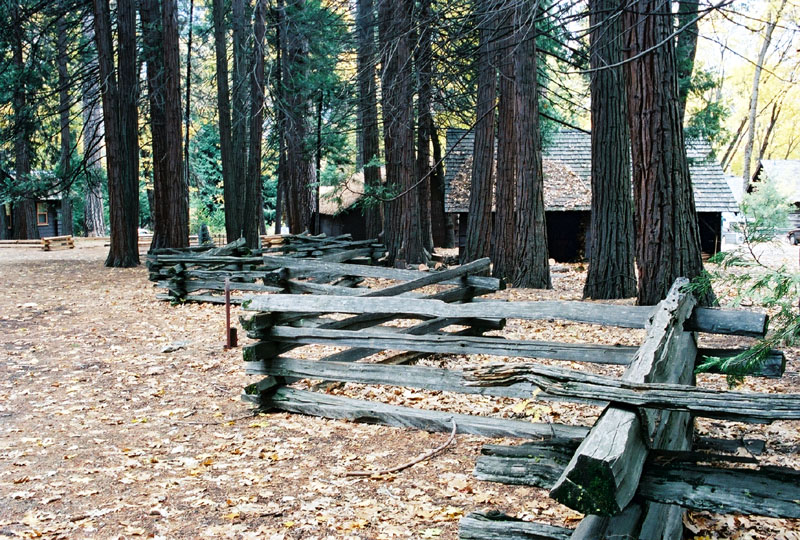
Klassische Form

Der Split-rail fence (wegen seines mäandernden Layouts auch als Zickzack-, Wurm- oder Schlangenzaun bekannt) ist eine in der Regel aus Holzstämmen errichtete Zaunart Nordamerikas, die für landwirtschaftliche oder dekorative Zäune verwendet wird. Die Zäune benötigen mehr Holz als andere Zaunarten und sind daher eher in Gebieten verbreitet, in denen Holz reichlich vorhanden ist. 
Sie sind sehr einfach in der Konstruktion und können auch ohne Verwendung von Nägeln oder anderen Verbindungsmaterialien gebaut werden. Split-rail fences sind in felsigen Gebieten, in denen das Graben von Pfosten kaum möglich ist, besonders beliebt. Sie können zerlegt werden, wenn der Zaun bewegt oder das Holz anderweitig genutzt werden soll. 

Split-rail fences
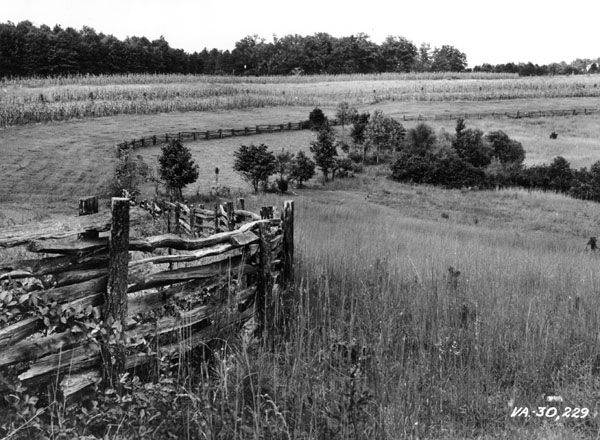
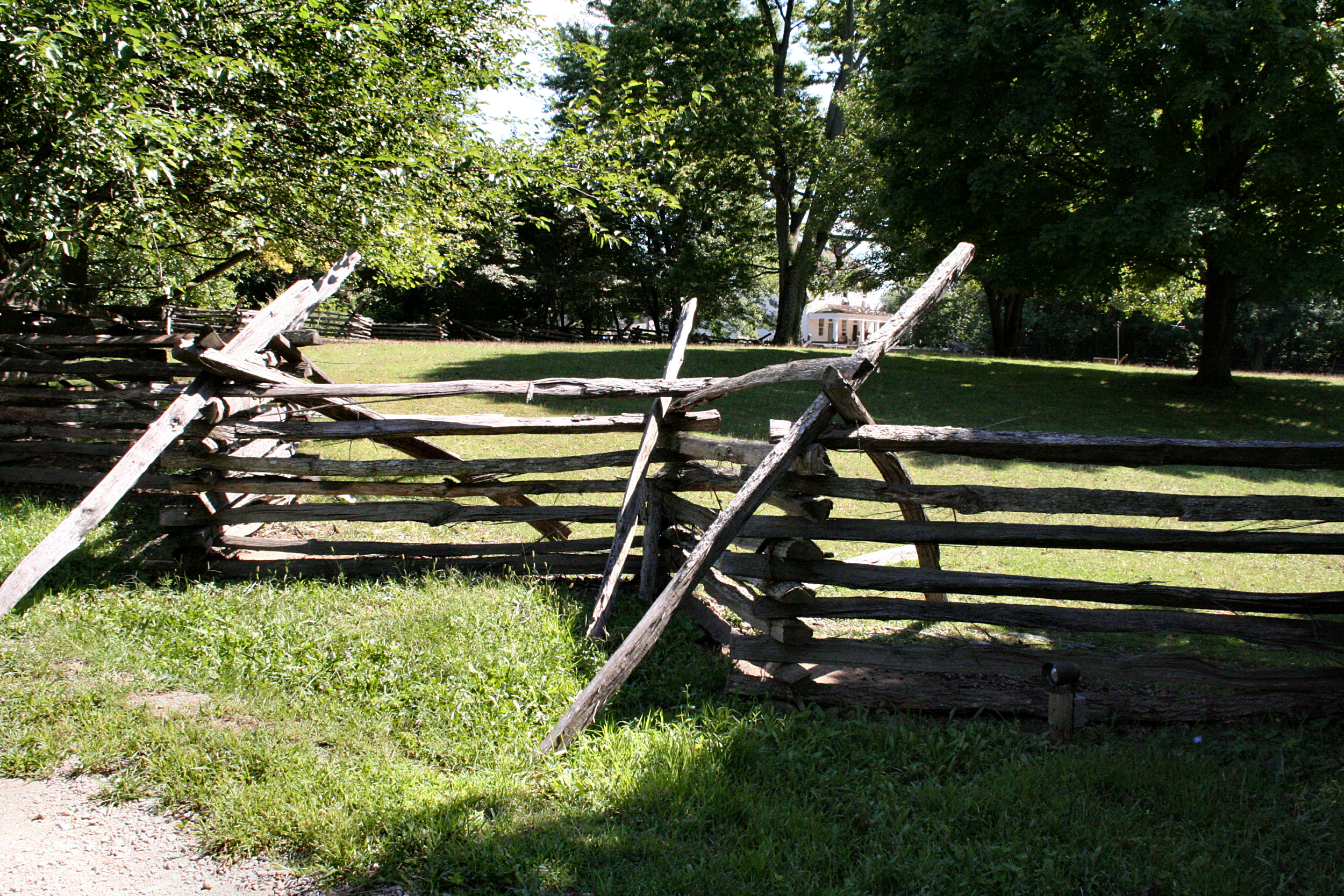
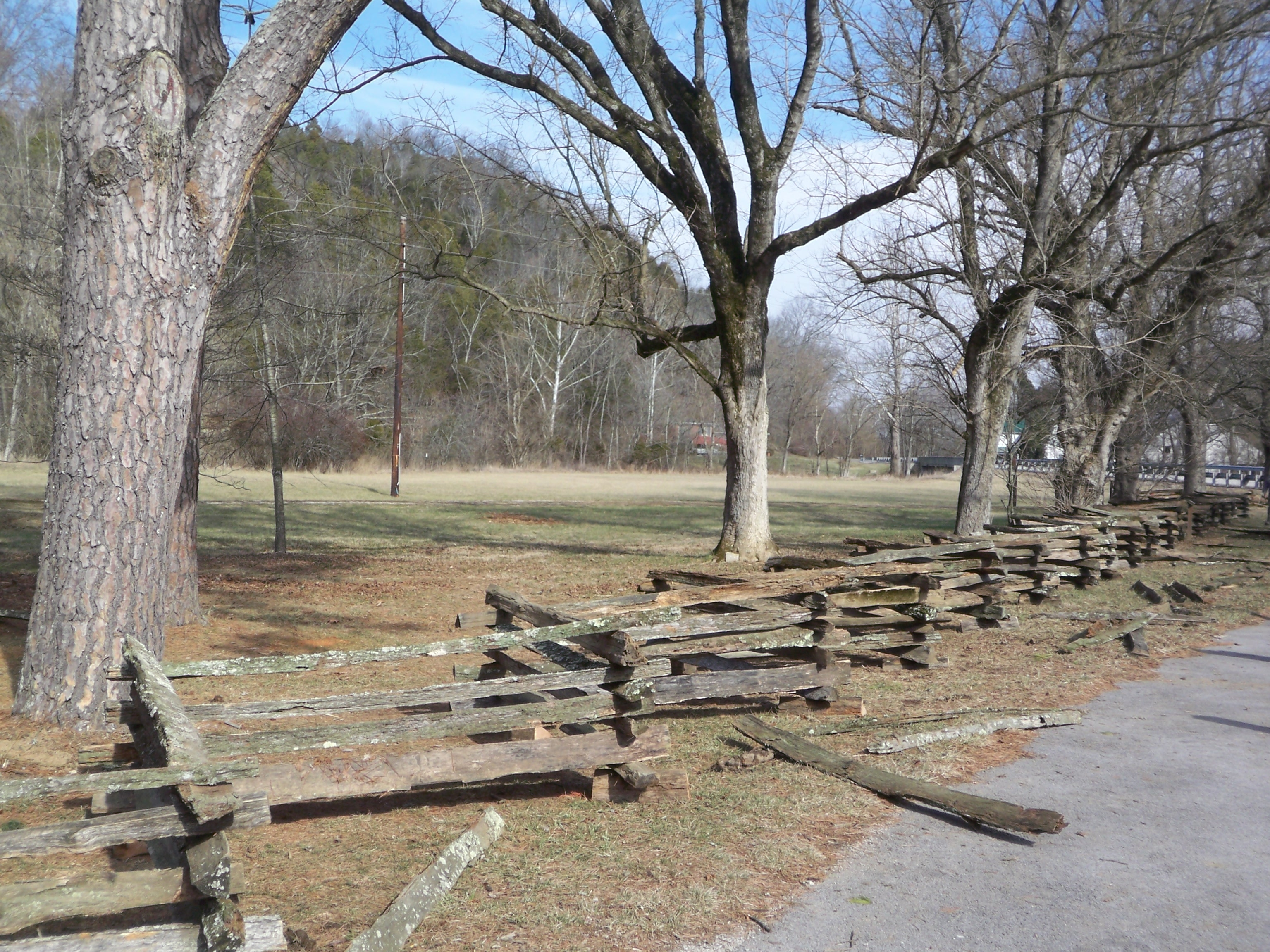

Split-rail fences werden aus leicht spaltbarem, fäulnisresistentem Holz hergestellt, derzeit meist aus Rotzedernholz. Die Stämme werden auf Längen von 3,0 bis 3,7 m geschnitten und der Länge nach so lange geteilt, bis die Balken eine brauchbare Größe haben. Bei den meisten Split-rail fences sind die Balken in einer wechselweise ineinandergreifenden Form gestapelt, die selbsttragend und leicht herzustellen ist.
Bei einigen Zäunen sind die Balken aufeinander gestapelt und (ähnlich wie bei Skigards) mit doppelten Zaunpfosten gesichert. Dies ergibt einen dauerhafteren und kompakteren Zaun, der einfach zu reparieren ist.